# Беда Преподобний
Бе́да Преподо́бний, також відомий як Святи́й Бід, Бе́да Шано́вний, Беда Вельмишановний, Беда Веле́бний (англ. Saint Bede, лат. Beda Venerabilis, близько 673, Вієрсайд або Тайнсайд, графство Дарем, Англія — 27 травня 735, Джарроу, графство Дарем, Англія) — англійський історик та святий, бенедиктинський чернець, відомий в Англії як Преподобний Бід або Беда латинською мовою, богослов, учитель церкви. Вважається першим ученим-теологом Середньовіччя. З 9 століття шанувався як святий, але був офіційно канонізований католицькою церквою тільки 13 листопада 1899 року Папою Левом XIII.

## Біографія
Згідно з власними свідченнями, які він коротко описав наприкінці своєї Церковної історії бриттів, у віці 7 років, за спонуканням родичів, його віддали у монастир і доручили вихованню абата Бенедикта, в монастирі у Вірмуті,  пізніше - Кеолфріда. З 691 року - у монастирі в Джарроу. Відтоді він провів усе своє життя в тому самому монастирі. На 19му році життя був висвячений на диякона, на 30-му став священником. Викладав у монастирській школі, писав коментарі до Святого письма, історичні праці, життєписи святих, опис святих місць в Палестині, праці з орфографії, поезії. Своїм покровителем вважав архангела Уриїла. Коли Беда помер, його особисте майно було роздане співбратам - кілька горошин перцю, зерен ладану та носових хусток. Життя його стало також основою кількох легенд.

## Творчість

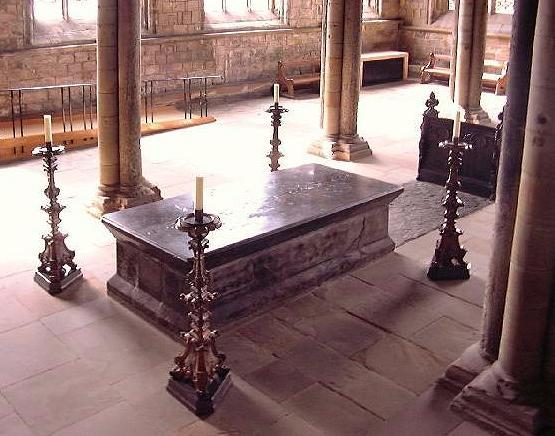
Поховання Преподобного Беди в катедрі Дарема

Більшу частину життя (після 682 року) він жив у монастирі Джарроу (Jarrow) в Нортумбрії. Найвизначнішим його твором є «Церковна історія народу англів», яка написана латиною і охоплює період від походів Цезаря в Британію (55 та 54 роки до нашої ери) аж до 731 року. Центральна тема "Історії" - церква як сила духовної та культурної єдності проти насильства та варварства. Це головне, а часто й єдине письмове джерело з історії Англії в VII—VIII століттях. У ІХ столітті за короля Альфреда історію було перекладено англійською мовою. В 731—766 рр. було написано продовження історії Беди. Також його перу належить безліч творів з богослов'я, арифметики, медицини, астрономії, граматики та філософії. Він також писав вірші англійською мовою, але до нас дійшов лише один із них — «Пісня Смерті».Перед смертю завершив переклад Євангелія від Йоана та написав лист єпископу Еґберту Йоркському, в якому закликав до святості, навчання, утриманні від злих вчинків та інших чеснот.
Всього написав близько 40 творів.
Багато в чому саме завдяки Беді ми завдячуємо відліку літочислення від Різдва Христового. Він підтримав висловлену ще в VI столітті думку про те, що Ісус народився в 753 році від заснування Риму. В творі «Про шість віків світу» захищав відлік часу від Різдва Христового.

## Філософія та богослов'я
Більшість з творів Беди Преподобного були написані для потреб учнів монастирської школи, у якій він викладав латину, математику, риторику, поезію та біблійну екзагетику. Він прославився як один із найвидатніших екзегетів середньовіччя, а його коментарі залишаються актуальними і до сьогодні, попри те, що сам не створив власної оригінальної богословської концепції, оскільки не брав участі в богословській полеміці і вважав своїм завданням тільки передачу знань учням.

### Креатологія
У трактаті «Про природу речей» Беда Преподобний поділив створення світу на чотири етапи:
- ще до створення світ завжди існував у задумі Божому, і в цьому сенсі він вічний;
- на початку Бог створив неоформлену матерію, в яку вклав зачатки всіх елементів, тобто всі свої задуми, і в цьому сенсі все існуюче з'явилося в одну мить;
- відтак, вираження задумів Божих у матерії відбулось не миттєво, а впродовж шести днів, описаних у Біблії, і в цьому сенсі процес створення світу має свої чіткі часові рамки, тобто створення не є миттєвим і не є вічним;
- створення світу впродовж шести днів виокремило з матерії всі елементи, але ще не гармонізувало їх, шлях до повноти творіння триває від моменту створення світу до безконечності, і в цьому сенсі творіння світу є вічним процесом.

Таким чином Беда Преподобний зумів показати, що вічність світу і його створеність не суперечать одне одному. Ключовим моментом історії творіння буде день Страшного Суду, коли весь світ буде знищений вогнем.

### Вчення про історію
Особливий інтерес Беди Венерабіліса викликала історія. На основі творів Августина та Ісидора Севільського він спробував періодизувати історію світу, прирівнюючи її до етапів людського життя:
- перший етап — від Адама до Ноя — вік немовляти;
- другий етап — від Ноя до Авраама — вік дитинства;
- третій етап — від Авраама до Давида — вік юності;
- четвертий етап — від Давида до Вавилонського полону — вік зрілості;
- п'ятий етап — від Вавилонського полону до Різдва Христового — вік старості;
- шостий етап — від Різдва Христового до Страшного Суду — вік, що відповідає передсмертному стану.

Найбільш відомим твором Беди стала «Historia ecclesiastica gentis Anglorum» (Церковна історія народу англів), в якому розповідається про історію Англії від 55 року до РХ, тобто від римського завоювання Британії, до 731 року, тобто до моменту написання праці. «Історія» Беди є найдавнішим документом англійської історіографії.

## Вшанування
Шанується як святий у католицькій, православній, лютеранській та англіканській церквах. День пам'яті — 27 травня (день смерті Святого Беди).

## Джерела

Opera Bedae Venerabilis, 1563